# 宋朝事實
《宋朝事實》由南宋承儀郎李攸著。原六十卷，已佚，今本二十卷是清人從《永樂大典》中輯出，缺《爵邑》一門，記北宋一代典章制度，頗為詳核，有較高史料價值。